# Wer ist Harry Crumb?
Wer ist Harry Crumb? (Originaltitel: Who’s Harry Crumb?) ist eine amerikanische Filmkomödie aus dem Jahr 1989. In den Hauptrollen spielen John Candy (Harry Crumb) und Jeffrey Jones (Eliot Draisen).

## Handlung
Der trottelige Detektiv Harry Crumb, letzter Spross einer Detektiv-Dynastie, wird durch Eliot Draisen für die Ermittlung in einem inszenierten Entführungsfall engagiert. Alle sind sich sicher, dass Crumb diesen Fall nicht lösen kann und wird. Mit seinem gutmütigen Scharfsinn, der ausschließlich auf völlig offensichtlichen Begebenheiten beruht, scheint Crumb dem Anspruch, ein hoffnungsloser Fall zu sein, zunächst gerecht zu werden. Im letzten Moment löst er mit Hilfe von Nikki Downing, der Schwester des Entführungsopfers, das Rätsel der Tat auf und stellt sowohl den Entführer – seinen eigenen Chef Eliot Draisen – und Nikkis erbschleicherische Stiefmutter als versuchte Mörderin.

## Hintergrund
Der Film wurde in Los Angeles und in Vancouver gedreht.
Der Film kam am 3. Februar 1989 in die amerikanischen und am 27. April 1989 in die deutschen Kinos. Das Einspielergebnis in den Vereinigten Staaten lag bei knapp 11 Millionen US-Dollar.
In der deutschen Synchronfassung spricht Andreas Mannkopff für John Candy und Jürgen Kluckert für Jeffrey Jones.

## Kritiken
Richard Harrington bezeichnete den Film in der Washington Post vom 4. Februar 1989 als „schäbig“ („crummy“). John Candy sei nicht imstande, den Film alleine zu tragen. Harrington kritisierte außerdem das Drehbuch und die Regie.
Die Fernsehzeitschrift Prisma schrieb: „Regisseur Paul Flaherty inszenierte 1988 diese insgesamt kurzweilige Krimikomödie. Witz, Tempo und Timing sind nicht immer von gleicher Qualität, aber für gute Unterhaltung langt es schon, zumal die Detektiv-Komödie den nötigen Biss hat.“
Die Kritiker von kino.de schrieben, der Film sei eine „flott gemachte Private-Eye-Parodie mit dem schwergewichtigen Komiker-As John Candy in einer Parade-Rolle. Als selbstverliebter Detektiv schreckt er auch vor den aberwitzigsten Verkleidungen nicht zurück. Sein Witz ist dabei immer etwas grobschlächtig und entspringt im Wesentlichen einer slapstickhaften, wilden Situationskomik.“ Zwischenzeitliche Handlungslängen überdeckt Regisseur Paul Flaherty (‚Endlich wieder 18!‘) mit „turbulenten Verfolgungsjagden.“ Die „chaotische Ermittlungsweise“ dürfte beim Publikum „allemal sehr gut ankommen.“
Die Redaktion von  Cinema befand den Film als „klassisch komisches Korpulentenchaos“.
Das Lexikon des internationalen Films urteilte: „Eine kleine, gutherzige Krimi-Komödie, deren Gags von sehr unterschiedlichem Niveau sind und der es manchmal am rechten Timing mangelt; insgesamt weitgehend kurzweilige Unterhaltung.“